# Novillidius
Novillidius is een geslacht van kevers uit de familie van de loopkevers (Carabidae). De wetenschappelijke naam van het geslacht is voor het eerst geldig gepubliceerd in 1941 door Straneo.

## Soorten
Het geslacht Novillidius omvat de volgende soorten:
- Novillidius marginellus Straneo, 1943
- Novillidius muelleri Straneo, 1941
- Novillidius rectibasis Straneo, 1979